# George Robert Waterhouse
George Robert Waterhouse (ur. 6 marca 1810 w Somers Town, zm. 21 stycznia 1888 w Putney) – brytyjski przyrodnik. Brat Fredericka G. Waterhouse’a – zoologa i entomologa.

## Życiorys
Wraz z Frederickiem W. Hope’em (1797–1862) Waterhouse był współtwórcą (a od 1833 kustoszem do spraw owadów i danych) Royal Entomological Society of London (pol.: Królewskiego Towarzystwa Entomologicznego w Londynie).
W 1836 roku został mianowany kustoszem muzeum Zoological Society of London (pol.: Londyńskiego Towarzystwa Zoologicznego). Karol Darwin powierzył mu prace badawcze owadów i ssaków, których okazy zostały zebrane podczas wyprawy badawczej na statku HMS Beagle.
W 1843 pracował jako asystent szefa działu mineralogii i geologii w British Museum, zaś po śmierci Charlesa Koniga został w 1851 roku szefem tej jednostki. Po rozdzieleniu w 1857 wydziału na dwie części pozostał szefem działu geologii i pozostał na tym stanowisku do roku 1880.
Waterhouse był autorem słynnej publikacji A natural history of the Mammalia (pol.: Historia naturalna ssaków).
Wśród opisanych przez niego gatunków są między innymi: koszatniczka pospolita (Octodon degus), mrówkożer workowaty (Fasciatus myrmecobius) i chomiczek syryjski (Mesocricetus auratus).

## Publikacje
- Catalogue of the mammalia preserved in the Museum of the Zoological Society of London. 1838–1839
- The Zoology of the Voyage of H.M.S. Beagle. Mammalia. Smith, Elder & Co., London 1838–1839
- The Naturalist's Library. Mammalia. Vol. XI.: Marsupialia, or Pouched Animals. W. H. Lizars, Edinburgh 1841
- A natural history of the Mammalia. Tom 2; wyd. H. Baillière, London 1846–1848
- Catalogue of British Coleoptera. Taylor and Francis, London 1858